# Procephalothrix oestrymnicus
Procephalothrix oestrymnicus är en djurart som tillhör fylumet slemmaskar, och som beskrevs av Junoy och Gibson 1991. Procephalothrix oestrymnicus ingår i släktet Procephalothrix och familjen Cephalothricidae. Inga underarter finns listade i Catalogue of Life.